# LEGO Pirates of the Caribbean: The Video Game
Lego Pirates of the Caribbean: The Video Game is een computerspel uit 2011 gebaseerd op het speelgoed van LEGO en de filmserie Pirates of the Caribbean. Het spel behandelt de films Pirates of the Caribbean: The Curse of the Black Pearl, Pirates of the Caribbean: Dead Man's Chest, Pirates of the Caribbean: At World's End en Pirates of the Caribbean: On Stranger Tides.
Het spel werd ontwikkeld door Traveller's Tales, en werd in Europa tegelijk uitgebracht voor Microsoft Windows, Nintendo DS, Nintendo 3DS, Wii, PlayStation 3, PlayStation Portable, Xbox 360, OS X en Cloud (OnLive). 

## Gameplay
De gameplay van deze game is bijna identiek aan de voorgaande Legospellen. De haven van Port Royal wordt in dit spel als hub gebruikt. Hier kan de speler de levels starten en er opdrachten uitvoeren. Elk personage heeft ook in dit spel een speciale vaardigheid. Zo kan Jack Sparrow met behulp van zijn kompas verborgen objecten vinden, kunnen Davy Jones en diens kornuiten door muren stappen. De vrouwelijke personages kunnen dan weer hoger springen dan de mannelijke. 

## Ontvangst
Het spel werd door de critici gematigd tot goed onthaald.
| Beoordeeld door | Jaar | Platform          | Score  |
| --------------- | ---- | ----------------- | ------ |
| IGN             | 2011 | Wii               | 7.5/10 |
| Gamer.nl        | 2011 | Xbox 360          | 6/10   |
| Gamespot        | 2011 | Wii               | 6.5/10 |
| The Guardian    | 2011 | Xbox 360          | 4/5    |
| Pcgamer.com     | 2011 | Microsoft Windows | 63/100 |
| XGN             | 2011 | PS3               | 8/10   |